# Roderick River
Der Roderick River  ist ein Fluss im Westen des australischen Bundesstaates Western Australia.

## Geographie
Der Fluss entspringt unterhalb des Red Granite Rock in der Weld Range und fließt nach Westen und Südwesten bis zum Wooleen Lake, einem (meist trockenen) See. Er tritt an seiner Südostspitze ein und an seinem nördlichsten Punkt wieder aus. Von dort fließt er einige Kilometer nach Norden und mündet bei „No. 12 Well“ in den Murchison River.

### Nebenflüsse mit Mündungshöhen
Er hat folgende Nebenflüsse:
- Elgalgerra Creek – 329 m

### Durchflossene Seen
Er durchfließt folgende Seen:
- Kookannie Pool – 393 m
- Kowkarrie Pool – 387 m
- Wooleen Lake – 285 m